# NGC 1665
NGC 1665 је лентикуларна галаксија у сазвежђу Еридан која се налази на NGC листи објеката дубоког неба.
Деклинација објекта је - 5° 25' 38" а ректасцензија 4h 48m 17,0s. Привидна величина (магнитуда) објекта NGC 1665 износи 12,8 а фотографска магнитуда 13,8. NGC 1665 је још познат и под ознакама MCG -1-13-9, NPM1G -05.0218, PGC 16044.